# Брентон (Тревизо)
Брентон је насеље у Италији у округу Тревизо, региону Венето.
Према процени из 2011. у насељу је живело 78 становника. Насеље се налази на надморској висини од 96 м.